# ليمون إمبراطوري
الليمون الإمبراطوري، (الاسم العلمي: Citrus limon × Citrus paradisi)، هو أحد أصناف نباتات الحمضيات، وتهجين بين نوعين: الليمون والجريب فروت.

## الوصف
الثمار كبيرة الحجم، والقشرة سميكة وأكثر تجعدا من حبات الليمون الناعمة ويتحول اللون إلى الأصفر عند النضج.
زهرة هذا الصنف جميلة وكبيرة ولها رائحة حلوة.
يستخدم في العصائر الممتازة والروائح الحلوة والأطباق الخاصة.